# Liste der Orte in der kreisfreien Stadt Kempten (Allgäu)

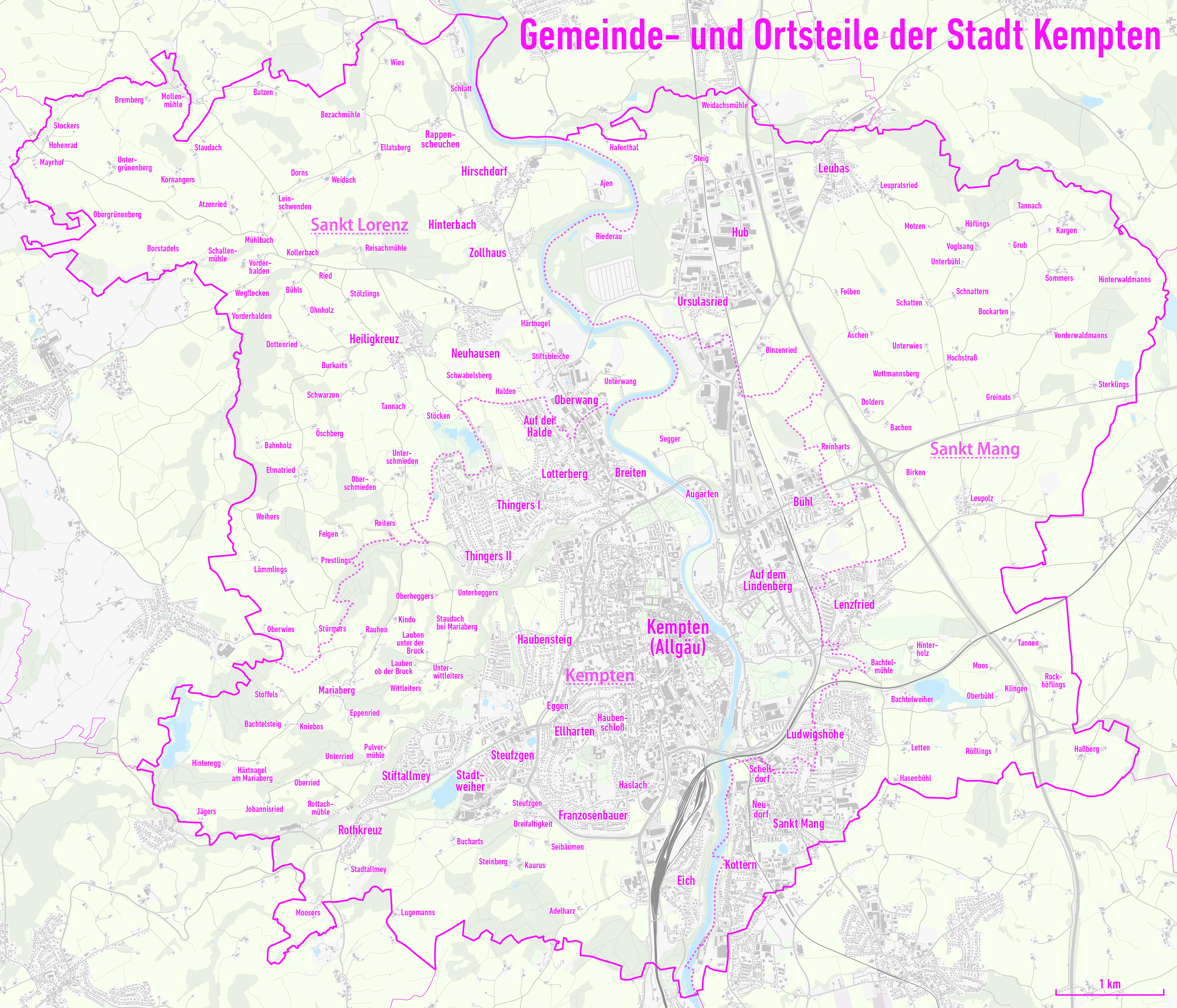
Kreisfreie Stadt Kempten: Stadt- und Landgebiete mit den Gemeindeteilen sowie Gemarkungsgrenzen (Gemeindegrenzen bis 1972, gestrichelt)

Die Liste der Orte in der kreisfreien Stadt Kempten (Allgäu) listet die 155 amtlich benannten Gemeindeteile (Hauptorte, Stadtteile, Kirchdörfer, Pfarrdörfer, Dörfer, Weiler und Einöden) in der kreisfreien Stadt Kempten (Allgäu) auf.

## Systematische Liste
- Die kreisfreie Stadt Kempten (Allgäu) mit dem Hauptort Kempten (Allgäu);
- den Stadtteilen Breiten, Bühl, Eich, Halden, Lotterberg, Sankt Mang, Steufzgen, Stiftallmey und Thingers I u. II;
- den Pfarrdörfern Heiligkreuz und Lenzfried;
- den Kirchdörfern Hirschdorf, Leubas und Ursulasried;
- den Dörfern Adelharz, Dreifaltigkeit, Eggen, Ellharten, Haubensteig, Hinterbach, Hinterrottach, Leupolz, Leupratsried, Mariaberg, Neuhausen, Oberwang, Rößlings, Rothkreuz, Stadtweiher, Unterwang, Zollhaus und Zur Rottach;
- den Orten Haslach, Lochbruck, Reichelsberg, Ringlers und Rottach;
- den Weilern Atzenried, Batzen, Binzenried, Bockarten, Borstadels, Bremberg, Bucharts, Dorns, Dottenried, Elmatried, Felben, Greinats, Hafenthal, Härtnagel, Hinteregg, Hochstraß, Hohenrad, Hub, Kargen, Kollerbach, Kornangers, Lämmlings, Lauben u.d.Bruck, Leinschwenden, Letten, Mayrhof, Moos, Moosers, Obergrünenberg, Ohnholz, Prestlings, Rappenscheuchen, Rauhen, Reinharts, Riederau, Rockhöflings, Rottachmühle, Schwabelsberg, Schwarzen, Seeangers, Segger, Sommers, Steig, Steinberg, Stiftbleiche, Stöcken, Stockers, Stoffels, Tannen, Unterschmieden, Vorderhalden, Wegflecken, Wettmannsberg und Wies;
- den Einöden Ajen, Aschen, Bachen, Bachtelmühle, Bachtelsteig, Bahnholz, Bezachmühle, Birken, Bühls, Burkarts, Dolders, Ellatsberg, Eppenried, Feigen, Grub, Härtnagel am Mariaberg, Hasenbühl, Haßberg, Hinterholz, Höflings, Jägers, Johannisried, Kaurus, Kindo, Klingen, Kniebos, Lauben o.d.Bruck, Lugemanns, Mollenmühle, Motzen, Mühlbach, Oberbühl, Oberheggers, Oberried, Oberschmieden, Oberwies, Oberwittleiters, Öschberg, Reisachmühle, Reiters, Ried, Schatten, Schlatt, Schnattern, Seibäumen, Stadtallmey, Staudach, Staudach bei Mariaberg, Sterklings, Stölzlings, Stürmers, Tannach, Unterbühl, Untergrünenberg, Unterheggers, Unterried, Unterwies, Unterwittleiters, Voglsang, Waldmanns, Weidach, Weidachsmühle und Weihers.

## Alphabetische Liste

### A
- Adelharz
- Ajen
- Aschen
- Atzenried

### B
- Bachen
- Bachtelmühle
- Bachtelsteig
- Bahnholz
- Batzen
- Bezachmühle
- Binzenried
- Birken
- Bockarten
- Borstadels
- Breiten
- Bremberg
- Bucharts
- Bühl
- Bühls
- Burkarts

### D
- Dolders
- Dorns
- Dottenried
- Dreifaltigkeit (siehe Dreifaltigkeitskapelle)

### E
- Eggen
- Eich
- Ellatsberg
- Ellharten
- Elmatried
- Eppenried

### F
- Feigen
- Felben

### G
- Greinats
- Grub

### H
- Hafenthal
- Halden
- Härtnagel
- Härtnagel am Mariaberg
- Hasenbühl
- Haslach
- Haßberg
- Haubensteig
- Heiligkreuz
- Hinterbach
- Hinteregg
- Hinterholz
- Hinterrottach
- Hirschdorf
- Hochstraß
- Höflings
- Hohenrad
- Hub

### J
- Jägers
- Johannisried

### K
- Kargen
- Kaurus
- Kempten (Allgäu)
- Kindo
- Klingen
- Kniebos (siehe Burg Kniebos)
- Kollerbach
- Kornangers

### L
- Lämmlings
- Lauben o.d.Bruck
- Lauben u.d.Bruck
- Leinschwenden
- Lenzfried
- Letten
- Leubas
- Leupolz
- Leupratsried
- Lochbruck
- Lotterberg
- Lugemanns

### M
- Mariaberg
- Mayrhof
- Mollenmühle
- Moos
- Moosers
- Motzen
- Mühlbach

### N
- Neuhausen

### O
- Oberbühl
- Obergrünenberg
- Oberheggers
- Oberried
- Oberschmieden
- Oberwang
- Oberwies
- Oberwies
- Oberwittleiters
- Ohnholz
- Öschberg

### P
- Prestlings

### R
- Rappenscheuchen
- Rauhen
- Reichelsberg
- Reinharts
- Reisachmühle
- Reiters
- Ried
- Riederau
- Ringlers
- Rockhöflings
- Rößlings
- Rothkreuz
- Rottach
- Rottachmühle

### S
- Sankt Mang
- Schatten
- Schlatt
- Schnattern
- Schwabelsberg (siehe St. Anna)
- Schwarzen
- Seeangers
- Segger
- Seibäumen (siehe auch Franzosenbauer)
- Sommers
- Stadtallmey
- Stadtweiher
- Staudach
- Staudach b.Mariaberg
- Steig
- Steinberg
- Sterklings
- Steufzgen
- Stiftallmey
- Stiftbleiche
- Stöcken
- Stockers
- Stoffels
- Stölzlings
- Stürmers

### T
- Tannach (Gemarkung St. Lorenz)
- Tannach (aufgelöster Ort in der Gemarkung St. Mang)
- Tannen
- Thingers (I u. II)

### U
- Unterbühl
- Untergrünenberg
- Unterheggers
- Unterried
- Unterschmieden
- Unterwang
- Unterwies
- Unterwittleiters
- Ursulasried

### V
- Voglsang
- Vorderhalden

### W
- Waldmanns
- Wegflecken
- Weidach
- Weidachsmühle
- Weihers
- Wettmannsberg
- Wies

### Z
- Zollhaus
- Zur Rottach